# Monte Colombier
O Monte Colombier, também conhecido pelo Grande Colombier (Saboia) , não deve ser confundido por isso com o Grande Colombier (Ain), e é um cume da Maciço des Bauges no departamento francês da Saboia e que culmina a 2 043 m.